# Amamentação e saúde mental

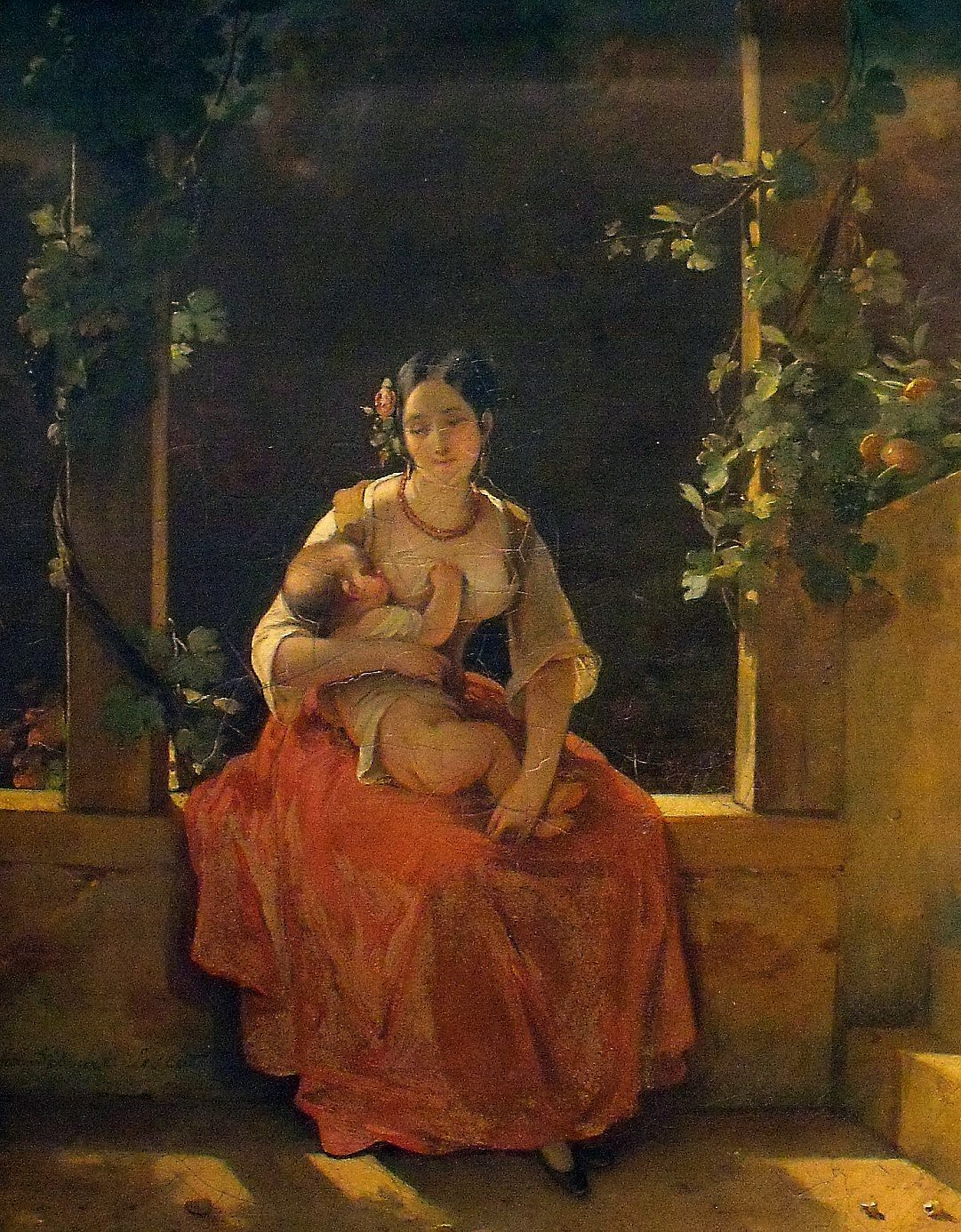
Jovem mãe amamentando seu filho, pintura do século XIX de Hortense Haudebourt-Lescot.

Amamentação e saúde mental é a relação entre a amamentação pós-parto e a saúde mental da mãe e da criança. Pesquisas indicam que a amamentação pode ter efeitos positivos na saúde mental da mãe e da criança, embora tenha havido estudos conflitantes que questionam a correlação e a causa da amamentação e da saúde mental materna. Os possíveis benefícios incluem melhora do humor e dos níveis de estresse da mãe, menor risco de depressão pós-parto, melhor desenvolvimento sócio-emocional da criança, vínculo mais forte entre mãe e filho e muito mais. Dados os benefícios da amamentação, a Organização Mundial da Saúde (OMS), a Comissão Europeia de Saúde Pública (ECPH) e a Academia Americana de Pediatria (AAP) sugerem a amamentação exclusiva durante os primeiros seis meses de vida. Apesar destas sugestões, as estimativas indicam que 70% das mães amamentam os seus filhos após o nascimento e 13,5% dos bebês nos Estados Unidos são amamentados exclusivamente. A promoção da amamentação e o apoio às mães que enfrentam dificuldades ou cessação precoce da amamentação são considerados uma prioridade de saúde.
A natureza exacta da relação entre a amamentação e alguns aspectos da saúde mental ainda não é clara para os cientistas. As ligações causais são incertas devido à variabilidade de como a amamentação e os seus efeitos são medidos entre os estudos. Existem interações complexas entre numerosos fatores psicológicos, socioculturais e bioquímicos que ainda não são totalmente compreendidos.

## Amamentação e saúde mental da mãe

### Benefícios no humor e nos níveis de estresse
Alguns estudos indicam que a amamentação influencia positivamente o bem-estar mental e emocional da mãe, pois melhora o humor e os níveis de estresse, e é referida como um "amortecedor de estresse" para as mães durante o período pós-parto. No entanto, outros estudos indicam que o estresse da amamentação pode ter um impacto negativo na saúde mental materna, especialmente quando apresentado na forma de tudo ou nada, "O seio é o melhor". A atividade facilita um estado psicológico mais calmo e diminui sentimentos de ansiedade, emoções negativas e estresse. Isso se reflete em sua resposta fisiológica à amamentação, onde a modulação do tônus vagal cardíaco da mãe aumenta e a pressão arterial e a frequência cardíaca diminuem. O efeito amortecedor do estresse da amamentação resulta dos hormônios oxitocina e prolactina. As mães que amamentam apresentam maior duração e qualidade do sono, enquanto os casos de distúrbios do sono diminuem. A atividade influencia positivamente a forma como as mães respondem às situações sociais, o que facilita melhores relacionamentos e interações. As mães que amamentam respondem menos a expressões faciais negativas (por exemplo, raiva) e aumentam sua resposta a expressões faciais positivas (por exemplo, felicidade). A amamentação também ajuda as mães a se sentirem confiantes e fortalecidas, sabendo que a amamentação é benéfica para seus filhos.

### Depressão pós-parto
A depressão pós-parto é um problema de saúde mental que pode começar durante a gravidez da mulher ou surgir após o nascimento do filho. As estatísticas relatam que cerca de 13% a 19% das mulheres são afetadas por ela. As novas mães sentem muitas emoções negativas por causa disso, deprimidas, sem esperança e/ou sem valor. É um momento difícil para quem sofre desta condição. A depressão pós-parto pode durar pouco, mas também pode durar até dois anos depois da mãe dar a luz. A depressão pós-parto tem o potencial de trazer mais problemas mentais para as novas mães, como transtorno obsessivo-compulsivo e/ou ansiedade. É importante que as mães e os seus parceiros estejam atentos a quaisquer sinais de DPP e à forma como esta afecta a mãe e o bebé.

#### Efeitos da depressão pós-parto na amamentação
Estudos indicam que mães com depressão pós-parto amamentam seus filhos com menor frequência. A amamentação é uma actividade íntima que requer contacto físico sustentado entre mãe e filho e as novas mães com sintomas de depressão, incluindo aumento da ansiedade e tendência para evitar o filho, têm menos probabilidade de amamentar o seu filho. A ansiedade depressiva pós-parto pode diminuir a produção de leite materno, o que reduz a capacidade da mãe de amamentar seu filho. As mães que tomam certos antidepressivos para tratar a depressão não são recomendadas a amamentar seus filhos. Os ingredientes do medicamento podem ser transferidos para a criança através do leite materno e isso pode ter consequências prejudiciais ao seu desenvolvimento. A mulher deve consultar seu médico para saber se sua medicação específica pode ser problemática nesse sentido. Mães com sintomas de depressão pós-parto comumente relatam mais dificuldades com a amamentação e níveis mais baixos de autoeficácia na amamentação. As mães com depressão pós-parto têm maior probabilidade de ter uma percepção negativa da amamentação. Também iniciam a amamentação mais tarde, amamentam menos e têm maior probabilidade de interromper a amamentação precocemente durante o período pós-parto.

#### Efeitos da amamentação na depressão pós-parto
A amamentação pode fornecer proteção contra a depressão pós-parto ou reduzir alguns de seus sintomas, e sugere-se que os benefícios da amamentação podem superar os benefícios dos antidepressivos. A abstinência da amamentação, ou a diminuição da amamentação, pode aumentar a probabilidade da mãe desenvolver esse transtorno mental. A ocitocina e a prolactina, liberadas durante a amamentação, podem melhorar o humor da mãe e reduzir o risco de depressão. Mulheres que amamentam apresentam taxas mais baixas de depressão pós-parto em comparação com mulheres que amamentam com fórmula. O estresse é um dos fatores de risco mais fortes no desenvolvimento da depressão e, como a amamentação reduz o estresse, pode diminuir o risco de depressão pós-parto nas mães. Melhores padrões de sono, melhorias no vínculo mãe-filho e um maior senso de autoeficácia devido à amamentação também reduzem o risco de desenvolver depressão.

#### Dificuldades na amamentação e depressão pós-parto
As dificuldades e a interrupção da amamentação levam a um pior humor materno e aumentam o risco de desenvolver depressão pós-parto. Um estudo de 2011 conduzido por Nielson e colegas descobriu que as mulheres que não conseguiram amamentar tinham 2,4 vezes mais probabilidade de desenvolver sintomas de depressão 16 semanas após o nascimento. As razões para a impossibilidade de amamentar incluem dores nos mamilos, problemas de temperamento da criança, falta de produção de leite, cirurgia mamária e mastite. A falta de autoconfiança ou experiências difíceis durante a amamentação é uma preocupação comum das mães com depressão pós-parto. Sugere-se que as mães que tenham problemas durante a amamentação necessitem de apoio adicional imediato ou sejam examinadas para detectar quaisquer sinais de depressão. O incentivo e a orientação dos profissionais promovem a autoeficácia e ajudam as mães a se sentirem capazes. Como o temperamento da criança pode afectar o processo de amamentação, as mães também são encorajadas a adquirir uma compreensão mais profunda de como os bebés se alimentam durante a amamentação, para que potenciais problemas possam ser antecipados e resolvidos.

#### Natureza da relação entre amamentação e depressão pós-parto
Existe uma ligação clara entre a amamentação e a depressão pós-parto; entretanto, a natureza exata da relação entre amamentação e depressão pós-parto não é clara para os cientistas. Isto se deve a vários motivos, incluindo:
- Interações complexas entre múltiplos fatores fisiológicos, socioculturais e psicológicos que ainda não são totalmente compreendidos.[9]
- Diferentes métodos adotados pelos cientistas para estudar esta relação podem ter levado a resultados diferentes.[6][9]
- Estudos científicos conflitantes indicaram que não há ligação entre a amamentação e a depressão pós-parto ou que a amamentação leva a um risco aumentado de desenvolver depressão.[6][5][9]

Relatórios recentes indicam que existe uma relação recíproca ou bidirecional entre a amamentação e a depressão pós-parto. Ou seja, a depressão pós-parto resulta na redução da atividade de amamentação e na interrupção precoce, e a abstinência da amamentação ou a irregularidade na sua prática aumentam o risco de desenvolver depressão pós-parto.

### Mecanismos de ação
A relação entre a amamentação e a saúde mental da mãe pode ser devida a causas diretas como as seguintes:
- Culpa, vergonha e/ou decepção : As mães que enfrentam dificuldades durante a amamentação ou não conseguem amamentar podem sentir culpa, vergonha e decepção por acreditarem que não conseguem fornecer ao filho o que ele necessita. Isso pode levar a sintomas de depressão pós-parto.[13][14]
- Percepções negativas sobre a amamentação: A percepção da mãe sobre a amamentação pode afectar o seu humor. As mães com sintomas de depressão pós-parto têm maior probabilidade de acreditar que a amamentação é restritiva e privada.[9] As mães deprimidas tendem a sentir-se insatisfeitas com a amamentação e a experimentar uma menor sensação de autoeficácia quando se trata de amamentar. As mães que se preocupam com a amamentação também têm maior probabilidade de serem diagnosticadas com depressão pós-parto.[9]
- Melhor vínculo mãe-bebê: A amamentação também pode melhorar o vínculo entre mãe e filho. Isso facilita a melhoria da saúde mental.[5][9]

#### Mecanismos fisiológicos
A explicação fisiológica subjacente aos benefícios da amamentação na saúde mental da mãe é atribuída aos processos neuroendócrinos. O leite materno contém hormônios lactogênicos, oxitocina e prolactina, que contêm efeitos antidepressivos e reduzem a ansiedade. A prolactina é o principal hormônio responsável pela produção de leite e seus níveis são proporcionais à frequência da amamentação e às necessidades de leite da criança. A prolactina facilita o comportamento materno, atua como analgésico e diminui a capacidade de resposta ao estresse. Este nível hormonal é maior em mulheres que amamentam em comparação com mulheres que não amamentam. A oxitocina diminui o estresse e promove relaxamento e comportamento estimulante. Antes da amamentação, a oxitocina é liberada na corrente sanguínea para auxiliar na liberação do leite. A oxitocina e a prolactina também são liberadas durante a estimulação do mamilo quando a criança amamenta. As fibras nervosas ligadas ao hipotálamo controlam essa liberação e os hormônios são liberados em padrões pulsantes. O aumento dos níveis desses hormônios durante a amamentação tem um efeito benéfico na saúde mental da mãe. Quando expostas ao estresse físico ou psicológico, as mães que amamentam também apresentam uma resposta reduzida de cortisol devido à diminuição da produção de hormônios do estresse e à melhora no sono. O contato físico durante esta atividade atenua a resposta do cortisol. A depressão pós-parto e a falha na amamentação também são atribuídas a mecanismos neuroendócrinos.
A depressão pós-parto também está intimamente associada à inflamação causada pela dor pós-parto ou pela privação de sono, que são experiências comuns da maternidade. A amamentação diminui esta resposta inflamatória que é benéfica para a saúde mental da mãe.

## Amamentação e saúde mental da criança

### Saúde e desenvolvimento social e emocional
A amamentação está associada à melhoria da saúde e do desenvolvimento social e emocional da criança. A atividade de amamentação induz efeitos calmantes e analgésicos no bebê. Durante esta atividade, as taxas cardíacas e metabólicas diminuem e a sensibilidade à dor é reduzida.
Pesquisas indicam que bebês amamentados por mais de 3 ou 4 meses desenvolvem menos distúrbios comportamentais e de conduta. A amamentação também pode facilitar a diminuição da agressividade e das tendências anti-sociais nos bebés; e sugere-se que este efeito continue na idade adulta. Num estudo longitudinal realizado por Merjonen e colegas (2011), constatou-se que adultos que não foram amamentados durante a infância demonstraram níveis mais elevados de hostilidade e agressão. Os bebés amamentados também demonstram mais “vigor” e reacções intensas em comparação com os bebés alimentados com biberão. Para sinalizar aos pais e ter suas necessidades atendidas, os bebês amamentados podem apresentar maior angústia e frustração.

#### Mecanismos de ação
O efeito calmante, analgésico e a redução da sensibilidade à dor se devem a vários fatores: 
- A sucção do mamilo estimula a orofaringe da criança. Isto concentra a atenção da criança na área e reduz a atenção a outras influências.
- O ato de sugar e a adsorção intestinal de gordura aumenta o hormônio colecistocinina, que potencializa o relaxamento e o alívio da dor.
- O leite materno é doce e estimula a liberação de opioides, o que diminui a sensibilidade do bebê à dor.
- O contato físico estabiliza os níveis de glicose no sangue, a temperatura corporal e as taxas de respiração, auxilia na autorregulação neurocomportamental, reduz a liberação do hormônio do estresse e a pressão arterial.
- A interação social e o contato físico promovem a liberação de ocitocina.

A redução do comportamento anti-social e da agressividade é atribuída ao aumento dos níveis de ocitocina no bebê durante a amamentação. O leite materno contém oxitocina e esse hormônio também é liberado na criança devido ao contato físico e ao calor durante a amamentação. Níveis aumentados de oxitocina promovem o desenvolvimento social e emocional, e isso facilita níveis mais baixos de agressão e outros comportamentos anti-sociais .
O ato de amamentar também pode ser um indicador do comportamento materno da mãe. A abstinência ou o prolongamento desnecessário da amamentação podem sugerir que a mãe não está mentalmente bem e isto contribui para um comportamento cada vez mais anti-social da criança.

### Transtorno do espectro do autismo (TEA)
A pesquisa sugere que a amamentação pode proteger as crianças do desenvolvimento do transtorno do espectro do autismo (TEA), um transtorno mental caracterizado por habilidades sociais e comunicativas prejudicadas. Bebês que não são amamentados, que são amamentados mais tarde ou que são amamentados por um curto período têm maior risco de serem diagnosticados com TEA. O mecanismo fisiológico exato desta ligação não é claro mas esta associação pode ser devida à falta de ingestão de colostro do leite materno, que contém anticorpos essenciais, proteínas e células imunológicas que são necessárias para o desenvolvimento socioemocional típico e a saúde.
No entanto, os cientistas enfatizaram a necessidade de evitar atribuir um papel causal à amamentação no desenvolvimento de PEA em bebés. Existe a possibilidade de que as crianças que são posteriormente diagnosticadas com TEA já possuam características comportamentais que impedem atividades regulares de amamentação. Crianças com TEA apresentam redução do controle conjunto, diminuição da interação social ou falta de cooperação; e isso pode levar a padrões irregulares de amamentação. Nota-se também a existência de pesquisas que não mostram relação entre amamentação e desenvolvimento de TEA. Por exemplo, Husk e Keim (2015) realizaram uma pesquisa em larga escala com pais de crianças de 2 a 5 anos de idade e não encontraram nenhuma correlação significativa entre o desenvolvimento de TEA e a presença/ausência de amamentação ou a duração da amamentação. Mais estudos são necessários para melhorar a compreensão da amamentação e sua ligação com o TEA, e os mecanismos fisiológicos subjacentes.

## Amamentação e vínculo mãe-filho

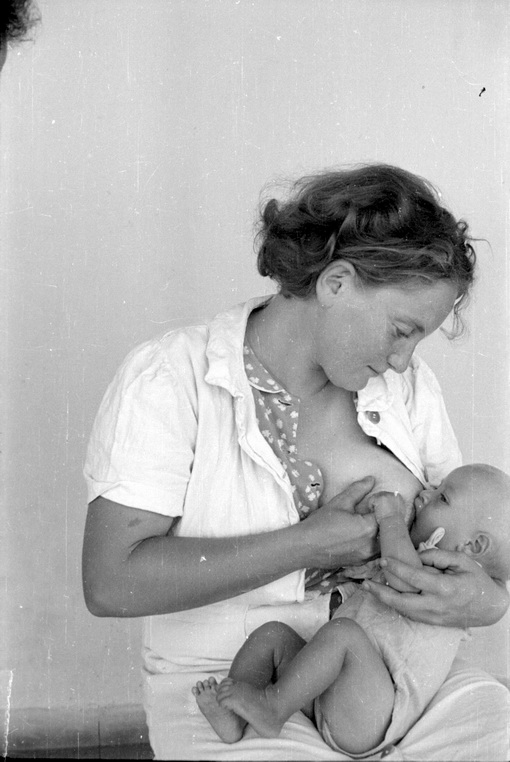
O vínculo mãe e filho se fortalece durante a amamentação.

A amamentação reforça o vínculo emocional e social entre a mãe e o filho, e este vínculo é importante para a sua saúde mental. Este vínculo aumenta a capacidade da mãe e da criança de controlar as suas emoções, reduz a resposta ao stress e estimula o desenvolvimento social saudável da criança. O contato físico durante a amamentação aumenta os níveis de ocitocina na mãe e no filho, o que melhora o vínculo mãe-filho. Os bebés amamentados tornam-se mais dependentes das suas mães e desenvolvem uma profunda ligação social e emocional. Da mesma forma, a amamentação facilita a ligação emocional das mães com os seus filhos e, por isso, as mães demonstram geralmente mais calor e sensibilidade.
Em comparação com pares mãe-filho que não amamentam, em pares mãe-filho que amamentam:
- As mães são mais receptivas e sensíveis às necessidades de seus filhos.[5][13][16]
- As mães dedicam mais tempo e atenção aos seus filhos.[9][16]
- As mães geralmente tocam e falam mais com seus filhos.[5]
- Os bebés demonstram uma maior sensação de “segurança de apego” e menor “desorganização de apego”.[5][13][16]
- Os bebês amamentam o seio da mãe por mais tempo do que com mamadeiras.[9]
- Mães e bebês passam mais tempo olhando um para o outro.[5]
- As mães são mais positivas e sorriem mais para os filhos.[21]

Pesquisas de imagens cerebrais indicam que mães que amamentam e que ouvem o choro de seus bebês demonstram maior atividade nas regiões límbicas do cérebro. Isto sugere uma resposta emocional, empática e sensível melhorada da mãe para com o filho, o que apoia o vínculo mãe-bebê.
Existem estudos que não demonstram relação significativa entre amamentação e vínculo mãe-bebê. Por exemplo, Britton e colegas (2006) não encontraram uma associação significativa entre a amamentação e o vínculo mãe-bebê, mas descobriram que as mães que demonstravam mais sensibilidade eram mais propensas a amamentar do que a dar mamadeira. Isto sugere que a sensibilidade da mãe pode ter um efeito mais direto no vínculo mãe-filho, uma vez que mães mais sensíveis têm maior probabilidade de amamentar e apresentam maior sensibilidade emocional.